# Shine (Crystal-Kay-Album)
Shine (dt. Glanz) ist das elfte Studioalbum der japanischen Sängerin Crystal Kay. Das Album wurde am 16. Dezember 2015 in Japan veröffentlicht und debütierte in der ersten Woche auf Platz 10 mit 8.684 verkauften Einheiten in den Oricon-Charts in Japan. Es ist ihr meistverkauftes Album seit Best of Crystal Kay, in 2009.

## Details zum Album
Shine ist Kays zweites Studioalbum, seit ihrem Plattenfirmenwechsel zu Delicious Deli Records, einem Sub-Label von Universal Music Japan und schließlich ihr erstes Album seit drei Jahren. Das Album verfügt ihre drei Singles Kimi ga Ita Kara, Revolution und Nando Demo, wobei letztere nur digital angeboten wurde. Der dritte Titel Very Special ist ein Cover von Debra Laws und ihrem gleichnamigen Titel und gleichzeitig ist Kays Version eine Kollaboration mit dem Sänger Ryūji Imaichi, der als Gruppenmitglied von Sandaime J Soul Brothers bekannt ist. Außerdem kollaborierte sie neben dem Titel Very Special, der bereits als Single veröffentlichten Kollaboration mit Namie Amuro und dessen Remix mit Sway, mit dem japanischen Hip-Hop Sänger AK-69 für das Lied #Heartmelt, welches als achter Titel eingeordnet wurde.
Erstmals wird auch eine Blu-ray Version eines Studioalbums in ihrer Musikkarriere angeboten, weswegen das Studioalbum neben der regulären CD und CD+DVD Version mit drei verschiedene Covern daher kommt. Diese Cover wurden mit dem Musikvideo zu Nando Demo zeitgleich erarbeitet, weswegen im Musikvideo und auf den Covern der Auftritt von Kay gleich aussieht.
- Katalognummern – Reguläre CD-Version: UICV-1061[2] Limitierte CD+DVD-Version: UICV-9146.[3]; Limitierte CD+Blu-ray-Version: UICV-9147[4]

## Titelliste

### CD
| #   | Titel                              | Übersetzung                     | Länge |
| --- | ---------------------------------- | ------------------------------- | ----- |
| 1.  | Nando Demo (何度でも)              | Eine beliebige Anzahl von Malen | 4:50  |
| 2.  | I’m Beautiful                      | Ich bin schön                   | 4:00  |
| 3.  | Very Special (feat. Ryūji Imaichi) | Sehr besonders                  | 4:43  |
| 4.  | Kimi ga Ita Kara (君がいたから)    | Weil du hier bist               | 4:59  |
| 5.  | Revolution (feat. Namie Amuro)     | Revolution                      | 4:42  |
| 6.  | The Light                          | Das Licht                       | 3:53  |
| 7.  | Shooting Star                      | Sternschnuppe                   | 4:38  |
| 8.  | #Heartmelt (feat. AK-69)           | Herzschmelz                     | 4:32  |
| 9.  | Kimi to Futari Nara (君と二人なら) | Wenn wir beide wären            | 4:04  |
| 10. | Everlasting                        | Unvergänglich                   | 4:44  |
| 11. | Someday                            | Irgendwann                      | 4:05  |
| 12. | Present                            | Geschenk                        | 4:13  |
| 13. | Revolution (PKCZ Remix feat. Sway) | Revolution                      | 4:56  |

### Blu-ray / DVD
| #  | Titel                                                             | Anmerkung  |
| -- | ----------------------------------------------------------------- | ---------- |
| 1. | Kimi ga Ita Kara (Lip Version)                                    | Musikvideo |
| 2. | Revolution feat. Namie Amuro                                      | Musikvideo |
| 3. | Nando Demo                                                        | Musikvideo |
| 4. | Koi ni Ochitara (@ GYAO! Music Live Girls Party (2015.9.24))      | Live Video |
| 5. | Boyfriend: Part II (@ MTV Zushi Fes 15 (2015.8.8))                | Live Video |
| 6. | Derishasu na Kinyōbi (@ GYAO! Music Live Girls Party (2015.9.24)) | Live Video |
| 7. | Revolution (@ Tokyo Girls Collection (2015.9.27))                 | Live Video |
| 8. | Kimi ga Ita Kara (@ A-Nation Stadium Fes. (2015.08.23))           | Live Video |

## Verkaufszahlen und Charts-Platzierungen

### Charts
| Charts                               | Positionen |
| ------------------------------------ | ---------- |
| Itunes Alben Charts Japan            | Ausstehend |
| Tägliche Oricon Album-Charts         | 8          |
| Wöchentliche Oricon Album-Charts     | 10         |
| Monatliche Oricon Album-Charts       | 36         |
| Jährliche Oricon Album-Charts (2016) | 272        |

### Verkäufe
| Charts              | Erste Woche | Insgesamt | Charts-Aufenthalt |
| ------------------- | ----------- | --------- | ----------------- |
| Oricon Album-Charts | 8.684       | 17.272    | Neun Wochen       |